# 1972 en chimie
Cet article présente les faits marquants de l'année 1972 en chimie.

## Évènements
- 4e Olympiades Internationales de Chimie, organisées à Moscou en Union soviétique du 1er juillet au 10 juillet[1].
- 20 avril : Douglas Osheroff observe une transition BCS dans l'hélium-3 liquide[2].
- 15 juin : William Ruckelshaus annonce l’interdiction du DDT pour toutes les utilisations aux États-Unis[3].
- 2 octobre : Douglas Osheroff, David M. Lee et Robert C. Richardson publient un état superfluide pour l'hélium 3, à moins de 3mK[4].
- Robert Burns Woodward[5] et Albert Eschenmoser[6],[7] réalisent la synthèse totale de la vitamine B12.
- Découvertes des couplages de Kumada indépendamment par le groupe de Makoto Kumada[8] et par le groupe de Corriu[9].
- La règle de Clar est établie par le chimiste organique autrichien Erich Clar dans son article The Aromatic Sextet[10].
- Manabu Kinugasa et Shizunobu Hashimoto développent la réaction de Kinugasa[11], une réaction d'addition d’une nitrone sur un alcyne. Tout comme la synthèse de Staudinger (en) et la condensation énolate-imine, elle permet de former des 𝛃-Lactames qui sont largement utilisés dans l’industrie médicale[12], notamment dans la production d'antibiotiques comme la pénicilline.
- La règle de Baird basée sur un raisonnement approximatif de la mécanique quantique est proposée par le chimiste quantique N. Colin Baird à l'Université Western Ontario[13],[14].

## Prix
- Prix Nobel de chimie :
  - Christian Boehmer Anfinsen pour ses travaux sur la ribonucléase, et spécialement ceux concernant la relation entre la séquence des acides aminés et la conformation biologiquement active[15]. Stanford Moore et William Howard Stein pour leur contribution à la connaissance des relations entre la structure chimique et l'activité catalytique du centre actif de la ribonucléase[15].
- Prix Procter & Gamble : Egon Matijevic[16]
- Prix Anselme-Payen : Conrad Schuerch[17]
- Médaille Garvan-Olin : Jean'ne Shreeve[18]
- Prix Ernest-Guenther : Guy Ourisson[19]
- ACS Award in Pure Chemistry : Roy G. Gordon[20]
- Prix Irving-Langmuir : Harden M. McConnell[21]
- Médaille Priestley : George B. Kistiakowsky[22],[23],[24]
- Médaille Leverhulme : John Adams[25]
- Médaille Davy : Arthur Birch en reconnaissance de ses études remarquables sur la biosynthèse des produits naturels organiques et de son développement de nouveaux réactifs pour les processus de réduction[26],[27].
- Claude S. Hudson Award in Carbohydrate Chemistry : Derek Horton[28]
- Médaille William-H.-Nichols : John D. Roberts[29]

## Décès
- 7 janvier[30] : Emma P. Carr (née en 1880), spectroscopiste et enseignante en chimie américaine.
- 1er avril[31] : Henri Pariselle (né en 1885), chimiste français.
- 2 mai : Vsevolod Kletchkovski (né en 1900), agrochimiste soviétique.
- 4 mai[32] : Edward Calvin Kendall (né en 1886), chimiste américain.
- 12 juillet : Piotr Rehbinder (né en 1898), physicien et chimiste soviétique.
- 2 août : Hans Adalbert Schweigart (né en 1900), chimiste et nutritionniste allemand.
- 20 septembre[33] : Ernst Rothlin (né en 1888), chimiste et pharmacologue suisse.
- 16 octobre : Samuel Francis Boys (né en 1911), chimiste britannique.